# Bibliothèque nationale de France
Bibliothèque nationale de France (BnF) i Paris är ett av världens största bibliotek och Frankrikes nationalbibliotek. Det har sitt ursprung i den bibliotekssamling som Karl V grundade cirka 1365. Dagens bibliotek har sitt centralbibliotek i 13:e arrondissementet och filialer på ytterligare fem platser runt staden.

## Historik

### Äldre tid
Grunden utgörs av den biblioteksamling (Bibliothèque du Roi) som Karl V grundade omkring 1365 och vilken hans kammartjänare Gilles Mallet 1373 upprättade ett inventarium över som fortfarande finns bevarat. Samlingen skingrades dock i början av 1400-talet, under det pågående hundraårskriget.
En ny boksamling skapades under Ludvig XI:s regering (1461–83), vilken omkring 1490 byggdes vidare på av Karl VIII. Ludvig XII sammanslog det med det vid erövringen av Pavia tagna Sforzabiblioteket samt ätten Orléans bibliotek i Blois. Frans I utökade biblioteket betydligt och gjorde det till ett av samtidens mest betydande, och stadgade även 1537 att ett exemplar av varje bok som trycktes i Frankrike skulle lämnas till hans bibliotek (pliktexemplar).

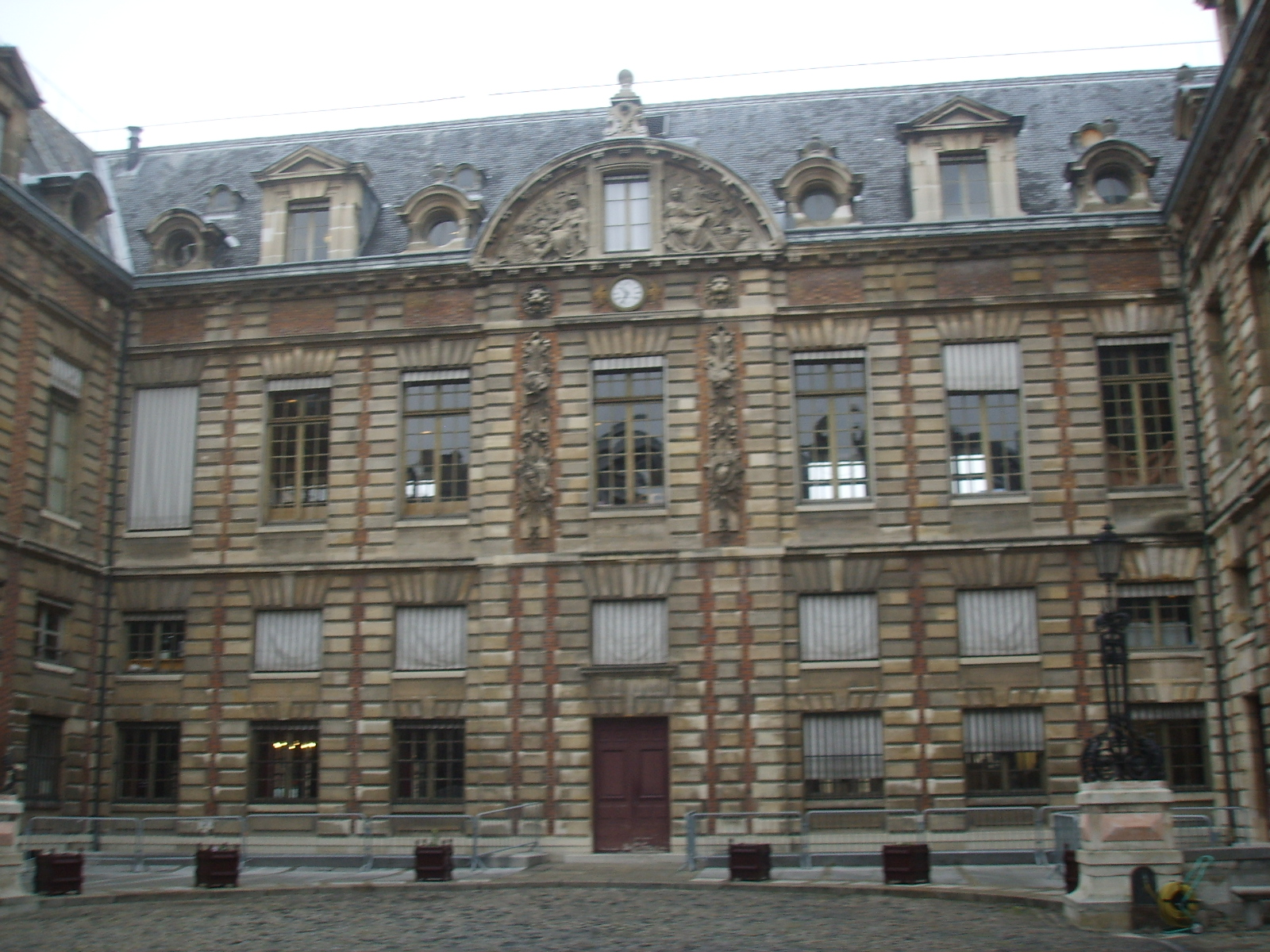
Biblioteksbyggnaden vid site Richelieu, byggd 1635.

Biblioteket flyttades av Karl IX från Fontainebleau till Paris, där det under de följande regenterna stadigt växte. En katalog från 1622 upptar omkring 6 000 band. Först under Ludvig XIV och Ludvig XV inföll dock bibliotekets storhetstid, främst genom Jean-Baptiste Colberts stora bokintresse. Vid dennes död uppgick bokbeståndet till omkring 40 000 band. Hans medarbetare Clément utarbetade 1684 en katalog med en systematisk indelning i 23 avdelningar, vardera utmärkta med en bokstav.
År 1692 öppnade biblioteket för första gången för allmänheten, och mängden böcker angavs då till 43 000 volymer.
Efter flera flyttningar fördes biblioteket 1720 till Hôtel Nevers vid Rue de Richelieu.

### 1700- och 1800-talet
I samband med franska revolutionen tillfördes biblioteket omfattande samlingar beslagtagna från kloster och emigrerade adelsmäns bibliotek. Revolutionsåret 1795 fick biblioteket också sitt nuvarande namn – Bibliothèque Nationale.
Biblioteket har sedan 1720-talet haft sitt centralbibliotek vid Rue de Richelieu (Site Richelieu-Louvois) i kardinal Mazarins palats Hôtel Nevers. Där genomfördes åren 1854–1882 omfattande om- och tillbyggnader, och 1868 uppfördes också nya byggnader på platsen.) vilka ritades av Henri Labrouste. Det ovala tidskriftsrummet tillfördes under 1870-talet av Jean-Louis Pascal.

### Modern tid
År 1998 invigdes dock en ny huvudbyggnad ritad av Dominique Perrault vid Quai François-Mauriac längs med Seine. Centralbyggnaden, med över 4 000 läsplatser och omskriven som världens största biblioteksbyggnad, omges av fyra bokformade höghus vid den så kallade Site François-Mitterand. Den nuvarande huvudbyggnaden är låg och nedsänkt, omgiven av fyra bokformade höghus. Den uppfördes under president François Mitterrand vid Tolbiac på Seines vänstra strand i Paris trettonde arrondissement.
Utöver dessa två komplex ingår ytterligare fem byggnader på olika platser i Paris i BnF.
Idag har BnF 14 miljoner tryckta skrifter samt drygt en halv miljon handskrifter och cirka 15 000 inkunabler och sammanlagt 40 miljoner referenser i sitt bibliotekssystem. Dessutom härbärgerar man 4 miljoner auktoritetsreferenser. Logotypen består numera av en klammerparentes (inte helt olik en uppslagen bok i profil) plus de tre initialerna.
Den nya huvudbyggnaden och den gamla ingår sedan 1994 i en och samma institution – Bibliothèque nationale de France. Denna bildades genom en sammanslagning av Bibliothèque Nationale (Site Richelieu-Louvois) och Bibliothèque de France (sedan 1998 vid Site François Mitterrand). Vid Richelieu-byggnaden finns numera manuskript, kartor, historiska planscher och liknande, medan tryckt material, ljud, bild och elektroniska medier främst flyttats till Bibliothèque François-Mitterrand.

Plan över Bibliothèque François-Mitterrand.